# بيلي ميلر (لاعب كرة قدم)
بيلي ميلر (بالإنجليزية: Billy Millar)‏ (24 يوليو 1924 في المملكة المتحدة - 1 يناير 1995 في المملكة المتحدة) هو مدرب كرة قدم ولاعب كرة قدم بريطاني (وحمل سابقاً جنسية المملكة المتحدة لبريطانيا العظمى وأيرلندا) في مركز جناح. لعب مع سويندون تاون ونادي أبردين ونادي بارتيك ثيسل ونادي غيلينغهام ونادي كيترينغ تاون ونادي ستيرلينغ ألبيون وأكرينجتون ستانلي ‏.

## وصلات خارجية
- بيلي ميلر على موقع قاعدة بيانات كرة القدم.إي يو (الإنجليزية)